# Vladimir Ivanovič Gončukov
Vladimir Ivanovič Gončukov (Mosca, 2 febbraio 1910 – 3 gennaio 1956) è stato un regista cinematografico sovietico.

## Filmografia (parziale)

### Regista
- Morskoj post (1938)
- Boksёry (1941)
- Čempion mira (1954)